# Lego Res-Q
Lego Res-Q er en produktlinje produceret af den danske legetøjskoncern LEGO, der blev introduceret i 1998.
Res-Q var et undertema til Town, der fokuserede på redningsmissioner. 
De fleste af sættene blev udgivet i 1998. Temaet ophørte i 1999.

## Sæt
- 1069 - Speedboat
- 1097 - RES-Q Runner
- 2882 - Speedboat
- 2962 - Res-Q Lifeguard
- 5314 - RES-Q Tools
- 5319 - RES-Q Vehicle Accessories
- 6415 - Res-Q Jet-Ski
- 6428 - Wave Saver
- 6431 - Road Rescue
- 6445 - Emergency Evac
- 6451 - River Response
- 6462 - Aerial Recovery
- 6473 - Res-Q Cruiser
- 6479 - Emergency Response Center